# Герб Ивановской области
Герб Ивановской области — официальный символ Ивановской области, принятый Законодательным Собранием Ивановской области 31 декабря 1997 года.

## Описание
Согласно закону Ивановской области о гербе Ивановской области, он представляет собой «изображение щита, рассечённого червленью и лазурью, в оконечности три узких волнистых серебряных пояса. На правом червлёном поле — золотой челнок с серебряной сердцевиной, на левом лазуревом — серебряный факел. Щит увенчан железной короной. Щитодержатели: справа — золотой лев, слева — золотой орёл. Постаментом является венок из зелёных стеблей и листьев с лазуревыми цветками льна и коробочками хлопчатника, перевитыми червлёно-лазурной лентой с серебряной полоской».

## Символизм
Гербовые фигуры — факел, челнок и волнистые пояса взяты с советского герба Иванова, при этом их толкование было изменено.
Факел символизирует знания, просвещение, стремление к прогрессу; челнок — текстильное производство. Красный и синий цвета щита взяты с исторических гербов Владимирской и Костромской губерний, в состав которых входили земли нынешней Ивановской области (см. Владимирская губерния, Костромская губерния). Три узких волнистых пояса — река Волга. Корона повторяет геральдическую владимирскую корону и напоминает о том, что ивановские земли входили в Великое княжество Владимирское.